# 歴史建築保存再生研究所
歴史建築保存再生研究所（れきしけんちくほぞんさいせいけんきゅうしょ）は、歴史的建造物の保存再生事業が適正にかつ円滑に行われるよう、さまざまな立場で歴史的建造物に関わりを持つ者を支援しているNPO（特定非営利活動法人）である。本部は東京都江東区

## 概要
貴重な文化遺産である歴史的建造物を保存活用し、次世代に伝えていくことはきわめて意義深い。一方、歴史的価値が認められながらも様々な理由により適正に維持・保存・活用がなされていない歴史的建造物も少なくない。このような社会の動きのなかで、学界・民間の専門家の知識と技術を結集し、歴史的建造物の保存活用に関する調査活動を遂行するとともに、保存活動に関心のある者に対して情報提供ならびに講演会や見学会、講習会などの啓蒙活動を実施して、社会に貢献することを目的として設立された。